# Flora de Issendolus
Flor o Flora, atestiguado en lengua original gascona, era una religiosa de la Orden de San Juan de Jerusalén en el hospital de Issendolus en Quercy. Murió en 1347. Es considerada como santa por la Iglesia católica y es conmemorada el 5 de octubre.
Este hospital fue fundado en 1246 por la orden de San Juan de Jerusalén.

## Biografía
Flor nació en Maurs en 1300 o 1309, en Auvernia, en la familia noble de Corbie, con nueve hijos. Su padre era Pons de Corbie y su madre Melhors de Merle. Flor hizo su profesión a la edad de 14 años. Sufrió las tentaciones pero resistió por el trabajo y el rezo.
Entró en la orden de San Juan de Jerusalén al hospital Beaulieu (comuna de Issendolus), en la diócesis de Cahors, en la Langue de Provenza. Sus virtudes y su humildad la convirtieron en modelo de sus compañeras. Fue favorecida con favores, y especialmente éxtasis, cuando recibía la eucaristía. Realizó milagros durante su vida y después de su muerte, acontecida posiblemente el 13 de junio de 1347. 13 años después de su muerte, su cuerpo fue inhumado y expuesto a la veneración de las fieles, por orden del obispo de Cahors Bertrand de Cardaillac.

## Su vida
Su existencia es conocida por el relato de su confesor que escribió su vida. El texto latín original ha desaparecido, pero una traducción gascona en el tercer cuarto del siglo XV ha quedado bajo el nombre de : « Vida e miracles de S. Flor ». El texto ha sido publicado por Clovis Brunel en 1946.